# Ficus artocarpoides
Ficus artocarpoides är en mullbärsväxtart som beskrevs av Otto Warburg. Ficus artocarpoides ingår i släktet fikonsläktet, och familjen mullbärsväxter. Inga underarter finns listade i Catalogue of Life.